# دينيس باوتشر
دينيس باوتشر هو لاعب كرة قاعدة كندي، ولد في 7 مارس 1968 في مونتريال في كندا.

## وصلات خارجية
- دينيس باوتشر على موقعبيزبول رفرنس.كوم (الدوري الرئيسي) (الإنجليزية)
- دينيس باوتشر على موقعبيزبول رفرنس.كوم (الدوري الثانوي) (الإنجليزية)
- دينيس باوتشر على موقع إي إس بي إن.كوم (أم.أل.بي) (الإنجليزية)
- دينيس باوتشر على موقع مشجعي الرسوم البيانية (الإنجليزية)
- دينيس باوتشر على موقع قاعة كيبيك للمشاهير الرياضية (الفرنسية)